# Krasyliv
Krasyliv (tiếng Ukraina: Красилів) là một thành phố của Ukraina. Thành phố này thuộc tỉnh Khmelnytskyi. Thành phố này có diện tích ? km2, dân số theo điều tra dân số năm 2001 là 20580 người.